# Quince de Septiembre, Zacatecas
Quince de Septiembre är en ort i Mexiko.   Den ligger i kommunen Sain Alto och delstaten Zacatecas, i den centrala delen av landet, 600 km nordväst om huvudstaden Mexico City. Quince de Septiembre ligger 2 122 meter över havet och antalet invånare är 152.
Terrängen runt Quince de Septiembre är platt åt nordost, men åt sydväst är den kuperad. Runt Quince de Septiembre är det glesbefolkat, med 11 invånare per kvadratkilometer. Närmaste större samhälle är Sain Alto, 10,9 km öster om Quince de Septiembre. Omgivningarna runt Quince de Septiembre är i huvudsak ett öppet busklandskap.